# Trombone Concerto (Grøndahl)
Concerto para Trombone e Orquestra foi escrito em 1924 pelo compositor dinamarquês Launy Grøndahl durante seu tempo na Itália. Foi inspirado na seção de trombone da Orquestra do Teatro Casino em Copenhague (da qual Grøndahl era violinista desde os treze anos). A estreia do Concerto para trombone foi em 1925, com uma banda de sopros no Harmoniorkester do Tivoli (The Tivoli Harmoniorkester) ocorreu no aniversário de 39 anos de Launy no dia 30 de junho. O Concerto de Launy Grøndahl foi dedicado à Vilhelm Aarkrogh.   A obra foi gravada por Joseph Alessi, Brett Baker, Håkan Björkman, Jesper Juul Sørensen, Massimo La Rosa, Christian Lindberg, Jacques Mauger,  Branimir Slokar, Alain Trudel, Peter Steiner, entre outros. 
O padrão de interpretação desta obra mudou consideravelmente com a performance de Palmer Traulsen (1913-1975). Traulsen acrescentou algumas oitavas onde  existia na partitura original, e interpretou em tempos radicalmente mais rápidos. Essas mudanças não foram aceitas em bom grado por Launy Grøndahl, pelo contrário, ficou inconformado com essa interpretação. Entretanto, grande parte das interpretações gravadas em tempos atuais desta obra, estão mais parecidas com a interpretação de Palmer Traulsen. Inclusive alguns destes intérpretes apresentados no primeiro parágrafo foram influenciados pelas mudanças de Traulsen. Como: Christian Lindberg, Alain Trudel e Peter Steiner.  

## Estrutura
O concerto tem duração aproximada de 15 minutos e é lançado em três movimentos:
- Moderato assai ma molto maestoso;
- Quasi una Leggenda:  Andante Grave;
- Finale: Maestoso - Rondo.

## Instrumentação
O Concerto de Launy Grøndahl  foi escrito para algumas formações distintas. Primeiro para trombone e piano, depois para trombone e banda de sopros, e posteriormente para orquestra.
Trombone solo e banda de sopros
| Trombone solo e banda de sopros | Detalhamento                                                                       |
| ------------------------------- | ---------------------------------------------------------------------------------- |
| Metais                          | 3 trompetes em Si bemol, 3 trompas em Fá, 3 trompetes em Fá, 3 trombones e 2 Tubas |
| Madeiras                        | Flauta, oboé e clarineta em Si bemol                                               |
| Percussão                       | Tímpano                                                                            |

Trombone solo e orquestra
| Trombone solo e orquestra | Detalhamento                                                        |
| ------------------------- | ------------------------------------------------------------------- |
| Cordas                    | 1º violinos, 2º violinos, violas, violoncelos, contrabaixos e piano |
| Madeiras                  | 2 flautas, 2 oboés, 2 clarinetes em Bb e 2 fagotes                  |
| Metais                    | 2 trompas em F, 2 trompetes em Si bemol e trombone solo             |
| Percussão                 | Tímpano                                                             |